# SAMPA
SAMPA (Speech Assessment Methods Phonetic Alphabet) és un alfabet fonètic llegible per ordinador. Està basat en l'alfabet fonètic internacional (IPA), però només fa servir caràcters ASCII de 7 bits.
Es va desenvolupar als anys 1980 inicialment per a sis llengües europees pel projecte ESPRIT (European Strategic Programme for Research in Information Technology) de les Comunitats Europees. Es va mirar d'aprofitar els mateixos caràcters que l'IPA, però quan no és possible fa servir altres dels caràcters disponibles en el repertori ASCII 33-126. Per exemple, [@] per al so de la vocal neutra (IPA [ə]), [2] per al so vocàlic del francès a deux (IPA [ø]) i [9] per al so vocàlic del francès a neuf (IPA [œ]).
A 2024, el SAMPA s'ha desenvolupat oficialment per tots els sons de les llengües següents:
| - Alemany - Anglès - Àrab - Búlgar - Cantonès - Castellà - Danès - Escocès - Eslovac | - Estonià - Francès - Grec - Hebreu - Holandès - Hongarès - Italià - Noruec - Polonès | - Portuguès - Romanès - Rus - Serbi - Suec - Tailandès - Turc - Txec |

## Característiques
El SAMPA es va desenvolupar a finals de la dècada dels 80 en el projecte ESPRIT 2589 "Speech Assessment Methods" (SAM), finançat per la Comissió Europea, per tal de facilitar l'intercanvi de dades de correu electrònic i el processament computacional de transcripcions en fonètica i tecnologia de la parla.
El SAMPA és una codificació parcial de l'IPA. La primera versió del SAMPA va ser la unió dels conjunts de codis fonemàtics per al danès, l'holandès, l'anglès, el francès, l'alemany i l'italià; versions posteriors van ampliar el SAMPA per cobrir altres llengües europees. Com que el SAMPA es basa en inventaris de fonemes, cada taula SAMPA només és vàlida en l'idioma per al qual s'ha creat. Per tal que aquesta tècnica de codificació IPA sigui universalment aplicable, es va crear X-SAMPA, que proporciona una única taula sense diferències específiques de l'idioma.
El SAMPA es va idear per ser un arreglament que evités la incapacitat de les codificacions de text per representar símbols IPA. En conseqüència, a mesura que el suport Unicode per als símbols IPA es va fer més estès, la necessitat d'un sistema separat i llegible per ordinador per representar l'IPA en ASCII va anar disminuint. Tanmateix, l'entrada de text es basa en codificacions de teclat o dispositius d'entrada específics. Per aquest motiu, el SAMPA i l'X-SAMPA encara s'utilitzen àmpliament en fonètica computacional i en tecnologia de la parla.

## Proposta catalana
Tot i que oficialment el SAMPA no s'ha desenvolupat per a la llengua catalana, existeixen diverses propostes de representació.
| Símbol SAMPA          | Descripció                         | Paraula              | Transcripció (català central) |
| Consonants oclusives  | Consonants oclusives               | Consonants oclusives | Consonants oclusives          |
| --------------------- | ---------------------------------- | -------------------- | ----------------------------- |
| p                     | Oclusiva bilabial sorda            | pala                 | "pal@                         |
| b                     | Oclusiva bilabial sonora           | bala                 | "bal@                         |
| t                     | Oclusiva alveolar sorda            | tela                 | "tEl@                         |
| d                     | Oclusiva alveolar sonora           | donar                | du"na                         |
| k                     | Oclusiva velar sorda               | cala                 | "kal@                         |
| g                     | Oclusiva velar sonora              | gala                 | "gal@                         |
| Consonants fricatives |                                    |                      |                               |
| f                     | Fricativa labiodental sorda        | fals                 | "fals                         |
| s                     | Fricativa alveolar sorda           | sala                 | "sal@                         |
| z                     | Fricativa alveolar sonora          | des de               | "dezD@                        |
| S                     | Fricativa palatal sorda            | caixa                | "kaS@                         |
| Z                     | Fricativa palatal sonora           | màgic                | "maZik                        |
| B                     | Fricativa bilabial sonora          | acaba                | @"kaB@                        |
| D                     | Fricativa dental sonora            | cada                 | "kaD@                         |
| G                     | Fricativa velar sonora             | amagar               | @m@"Ga                        |
| v                     | Fricativa labiodental sonora       | afgà                 | @v"Ga                         |
| Consonants nasals     |                                    |                      |                               |
| m                     | Nasal bilabial sonora              | mena                 | "mEn@                         |
| n                     | Nasal alveolar sonora              | nena                 | "nEn@                         |
| J                     | Nasal palatal sonora               | any                  | "aJ                           |
| F                     | Nasal labiodental sonora           | àmfora               | "aFfur@                       |
| N                     | Nasal velar sonora                 | fang                 | "faN                          |
| Consonants líquides   |                                    |                      |                               |
| l                     | Aproximant lateral alveolar        | líquid               | "likit                        |
| L                     | Aproximant lateral palatal sonora  | llamp                | "Lam                          |
| rr                    | Vibrant alveolar sonora            | carro                | "karru                        |
| r                     | Bategant alveolar sonora           | cara                 | "kar@                         |
| Consonants africades  |                                    |                      |                               |
| ts                    | Africada alveolar sorda            | tots                 | "tots                         |
| dz                    | Africada alveolar sonora           | dotze                | "dodz@                        |
| tS                    | Africada palatal sorda             | cotxe                | "kotS@                        |
| dZ                    | Africada palatal sonora            | metge                | "medZ@                        |
| Semivocals            |                                    |                      |                               |
| j                     | Aproximant palatal sonora          | iaia                 | "jaj@                         |
| w                     | Aproximant labiovelar sonora       | veuen                | "bEw@n                        |
| Vocals                |                                    |                      |                               |
| i                     | Tancada anterior no arrodonida     | ric                  | "rik                          |
| e                     | Semitancada anterior no arrodonida | cec                  | "sek                          |
| E                     | Semioberta anterior no arrodonida  | sec                  | "sEk                          |
| a                     | Oberta anterior no arrodonida      | sac                  | "sak                          |
| O                     | Semioberta posterior arrodonida    | soc                  | "sOk                          |
| o                     | Semitancada posterior arrodonida   | sóc                  | "sok                          |
| u                     | Tancada posterior arrodonida       | suc                  | "suk                          |
| @                     | Oberta central no arrodonida       | amor                 | @"mor                         |

| Símbol SAMPA | Paraula      | Transcripció (català central) |
| Diftongs     | Diftongs     | Diftongs                      |
| ------------ | ------------ | ----------------------------- |
| ej           | reina        | "rrejn@                       |
| Ej           | feina        | "fEjn@                        |
| aj           | aire         | "ajr@                         |
| oj           | coi          | "koj                          |
| Oj           | noi          | "nOj                          |
| uj           | cuina        | "kujn@                        |
| @j           | gaiter       | g@j"te                        |
| iw           | riure        | "rriwr@                       |
| ew           | Déu          | "dew                          |
| Ew           | creu         | "krrEw                        |
| aw           | pau          | "paw                          |
| Ow           | coure (verb) | "kOwr@                        |
| ow           | roure        | "rowr@                        |
| @w           | cauran       | k@w"ran                       |